# حصن ميهرانغاره
يغطي حصن ميهرانغاره (بالإنجليزية: Mehrangarh Fort)‏ مساحة 1200 فدان (486 هكتار) في جودبور، راجستان، الهند. يقع المجمع على قمة تل حوالي 122 مترًا فوق السهل المحيط به. شيده الراجبوت والحاكم راو جودا حوالي عام 1459، على الرغم من أن معظم الهيكل الحالي يعود إلى القرن السابع عشر. يوجد داخل حدوده العديد من القصور المعروفة بنقوشها المعقدة وساحاتها الشاسعة فضلاً عن متحف يضم العديد من الآثار. يؤدي طريق متعرج من وإلى المدينة أدناه. لا يزال من الممكن رؤية آثار تأثير قذائف المدفعية التي أطلقتها جيوش جايبور المهاجمة على البوابة الثانية. يوجد على يسار الحصن شهاتري كيرات سينغ سودا وهو الجندي الذي قُتِل وهو يدافع عن مهرانغاره.
هناك سبع بوابات والتي تشمل «جاي بول» (بالإنجليزية: Jai Pol)‏ (التي تعني «بوابة النصر») والتي بناها الماهاراجا مان سينغ لإحياء ذكرى انتصاراته على جيوش جايبور وبيكانر في عام 1806. يخلد «فاتحبول» (بالإنجليزية: Fattehpol)‏ (والتي تعني كذلك «بوابة النصر») ذكرى فوز الماهاراجا أجيت سينغ على سلطنة المغول.
تشمل بعض المهرجانات البارزة التي تقام هنا «مهرجان الروح القدس العالمي» و«مهرجان راجستان الدولي للفنون الشعبية».

## تاريخ

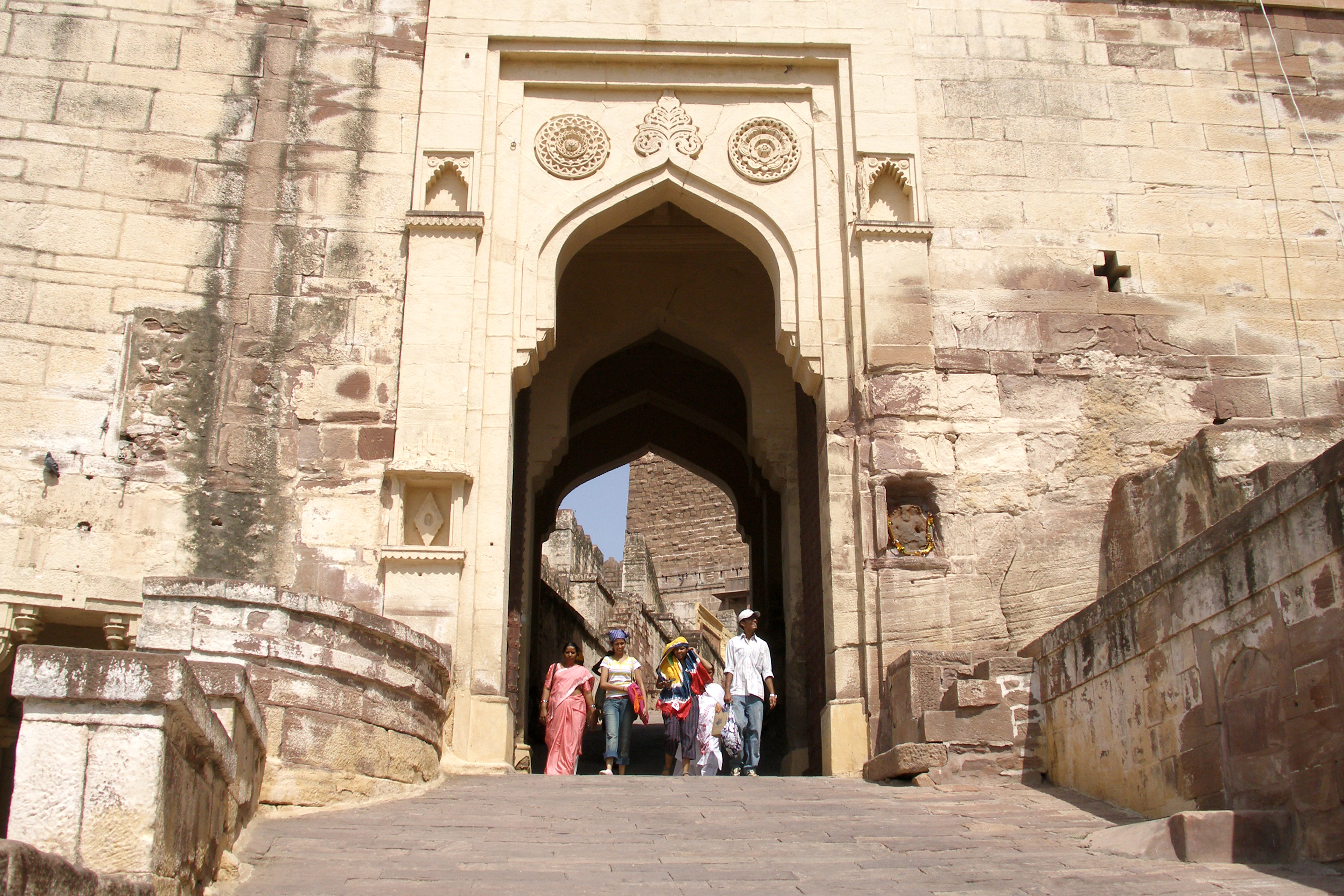
أمروتي بول

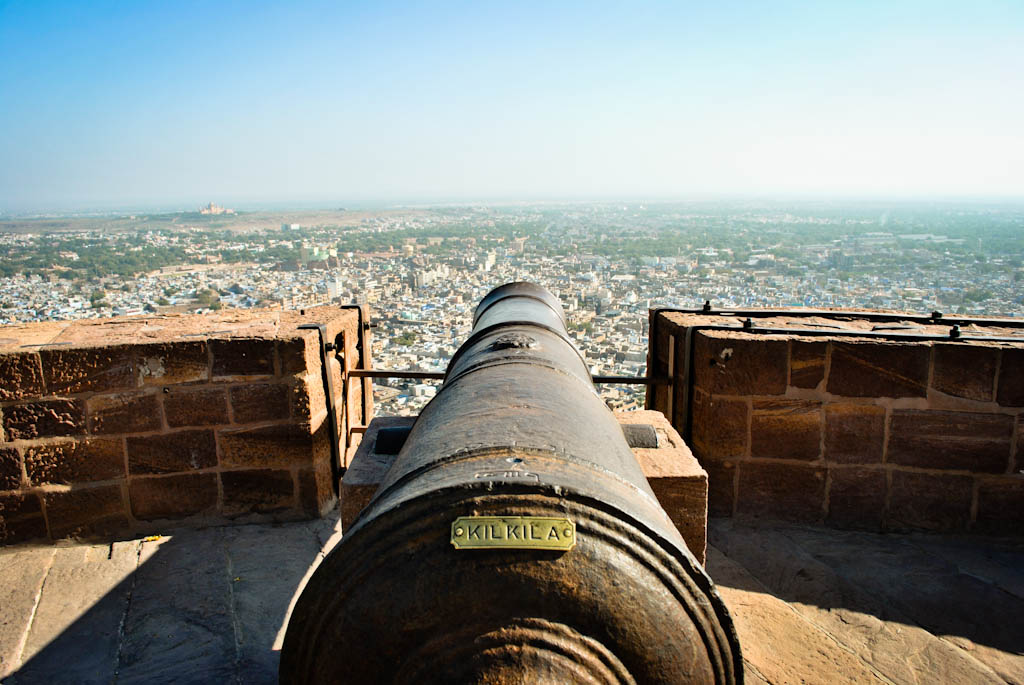
مدفع كيلكيلا

يُنسب إلى راو جودا رئيس عشيرة راثور الفضل في أصل جودبور في الهند. أسس جودبور عام 1459 كعاصمة لماروار (كانت ماندور العاصمة السابقة). كان أحد أبناء الحاكم رانمال ال24 وأصبح الحاكم الخامس عشر لراثور. قرر جودا بعد عام واحد من توليه العرش نقل عاصمته إلى موقع أكثر أمانًا في جودبور، حيث لم يعد يُنظر إلى حصن ماندور الذي يبلغ عمره ألف عام على أنه يوفر الأمن الكافي. تم إخضاع قوات الموار في ماندور بمساعدة موثوقة من راو نارا (ابن راو سمرا). وأعطى راو جودا لراو نارا لقب «الديوان». تقرر تأسيس الحصن في 12 مايو 1459 بمساعدة راو نارا بالقرب من جودا على تل صخري 9 كيلومترات (5.6 ميل) جنوب ماندور. عُرف هذا التل باسم ب«هاكورتشيريا» (والذي يعني «جبل الطيور»). كان عليه أن يزيح الساكن البشري الوحيد للتلة وهو ناسك يُدعى تشيريا ناتهجي («رب الطيور»)، وذلك وفقًا للأسطورة لبناء الحصن. كان تشيريا ناتجهي رجلاً مع السكان المحليين كأتباع له وكان بالتالي شخصا مؤثرا في المنطقة. وعندما طلب منه الانتقال رفض رفضا قاطعا. حدث هذا مرات عديدة مادفع راو جودا لإتخاذ إجراءات متطرفة وطلب المساعدة من قديس آخر أكثر قوة، الحكيمة المحاربة من مجتمع تشاران المعروفة ب«شري» كارني ماتا من ديشنوك. جاءت بناءً على طلب الملك وطلبت من شيريا ناتجهي الانتقال على الفور. عندما رأى قوة خارقة تركها في الحال لكنه شتم راو جودا بعبارة «جودا! أتمنى أن يعاني حصنك من ندرة في المياه!». تمكن راو جودا من إرضاء الناسك ببناء منزل ومعبد في الحصن. عند رؤية تأثير كارني ماتا دعاها راو جودا إلى وضع حجر الأساس لحصن ميهرانغاره ونفّذت نفس الشيء. بقيت حصون بيكانير وجودبور فقط في أيدي عشيرة راثور، وقد وضعت شري كارني ماتا حجر الأساس لكل منهما. تم التخلي عن جميع حصون راجبوت الأخرى في راجستان لبعض الأسباب أو لأسباب أخرى من قبل العشائر المعنية. فقط لدى عشيرة راثور من جودبور و بيكانر حصونهم معهم حتى الآن. تعتبر هذه الحقيقة معجزة من قبل السكان المحليين وتنسب إلى شري كارني ماتا. كما منح راو جودا قريتي ماثانيا وتشوباسني لأمراء حرب تشاران اللذين أرسلهما ليطلبما كارني ماتا أن تأتي إلى جودبور.

## الجذب السياحي

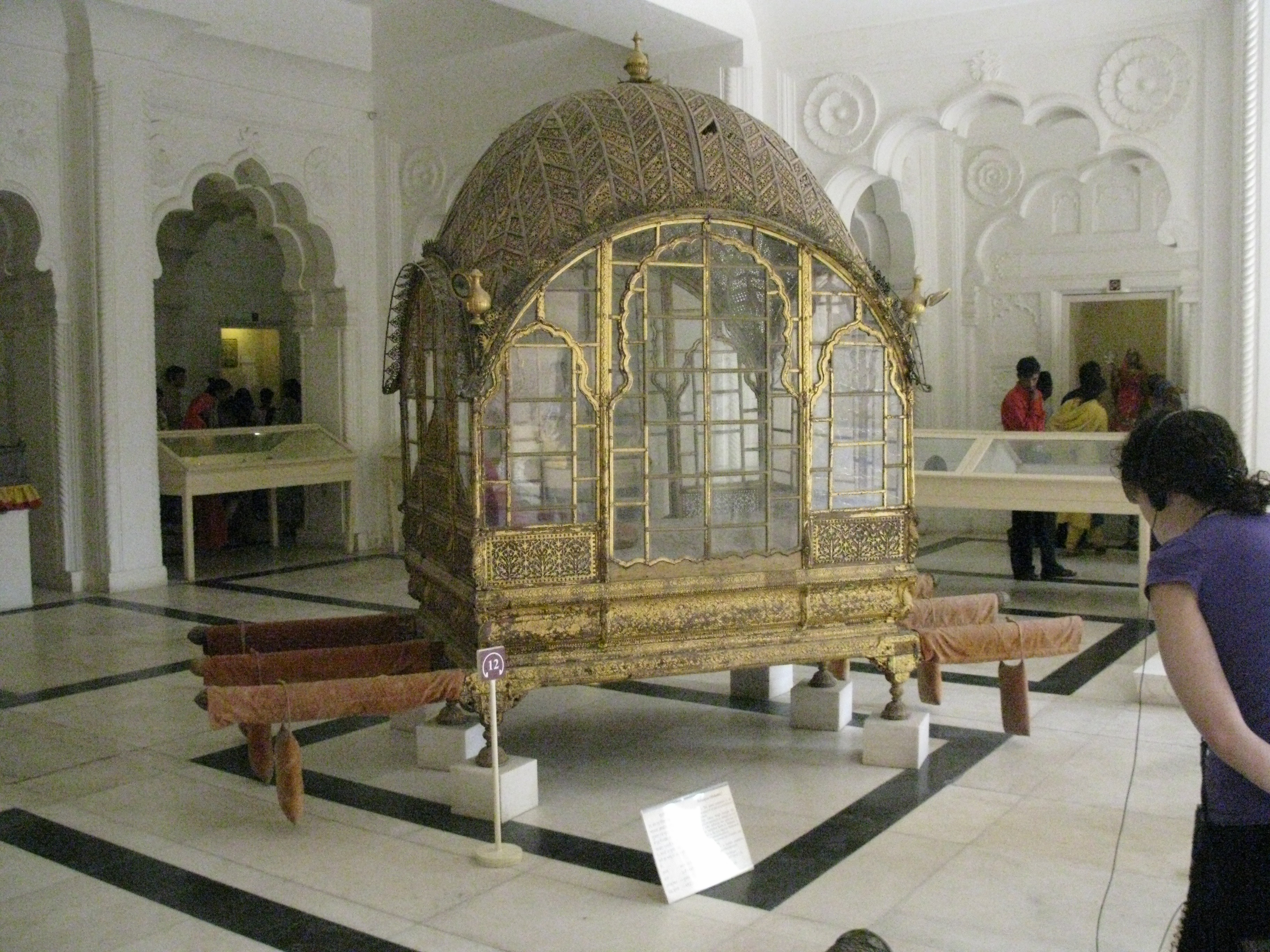
ماهادول, بلانكان في متحف ميهرانغاره

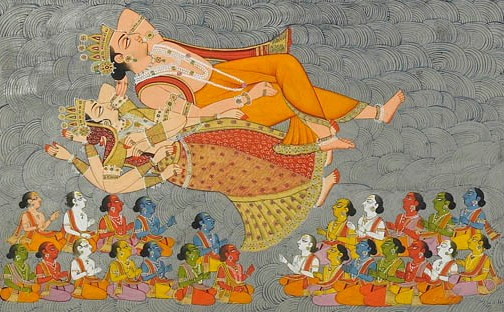
مطوية من نص شيفا بورانا في متحف ميهرانغاره، حوالي 1828.

### نصب جيولوجي وطني
تم إعلان «مجموعة جودبور – جناح مالاني النناري الاتصالي» (بالإنجليزية: Jodhpur Group – Malani Igneous Suite Contact)‏ التي تم بناء حصن ميهرانغاره عليها كنصب جيولوجي وطني من قبل هيئة المسح الجيولوجي للهند لتشجيع السياحة الجغرافية في البلاد. هذه الميزة الجيولوجية الفريدة هي جزء من «مالاني إنجينيس سويت» (بالإنجليزية: Malani Igenus Suite)‏ الذي شوهد في منطقة صحراء طهار، ويمتد على مساحة 43500 كيلومتر مربع. تمثل هذه الميزة الجيولوجية الفريدة المرحلة الأخيرة من النشاط البركاني لعصر ما قبل الكامبري في شبه القارة الهندية.

### معبد شاموندا ماتاجي

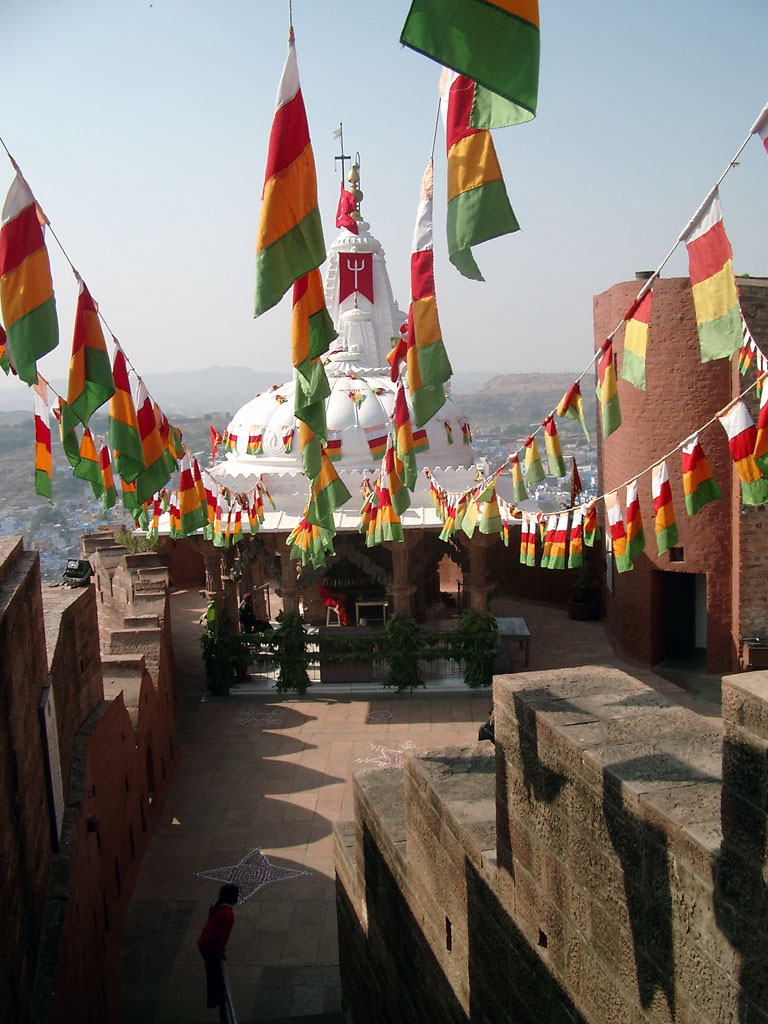
معبد شاموندا ديفي

كانت شاموندا ماتاجي الإلهة المفضلة ل«راو جودا»، وقد أحضر معبودها من العاصمة القديمة ماندور في عام 1460 وأقامها في ميهرانغره (كانت «ما شاموندا» هي «كول ديفي» لحكام «براتيهارا لماندور»). وهي لا تزال «إيشت ديفي» الماهاراجا والعائلة المالكة أي الآلهة المتبناة التي يعبدها معظم مواطني جودبور أيضًا. تجتمع الحشود في حصن ميهرانغاره خلال احتفالات دوسيهرا.

### منتزه راو جودا الصخري الصحراوي
يمتد منتزه راو جودا الصخري الصحراوي على مساحة 72 هكتارًا بجوار حصن ميهرانغاره. يحتوي المنتزه على نباتات صحراوية وأرض قاحلة تم ترميمها بيئيًا. تم إنشاء المنتزه في عام 2006 لمحاولة استعادة البيئة الطبيعية لمنطقة صخرية كبيرة مجاورة تحت الحصن وافتتحت للجمهور في فبراير 2011. تحتوي المنطقة الموجودة داخل وحول المنتزه على تكوينات صخور بركانية مميزة مثل الريوليت مع الطفة الملحومة والمدملكات والحجر الرملي. يضم المنتزه مركزًا للزوار مع معرض للترجمة الشفوية ومشتل نباتي محلي ومتجر صغير ومقهى.

## تدافع عام 2008
حدث تدافع بشري في 30 سبتمبر 2008 في معبد شاموندا ديفي داخل حصن مهرانغاره حيث قتل 249 شخصًا وجرح أكثر من 400.

## الثقافة

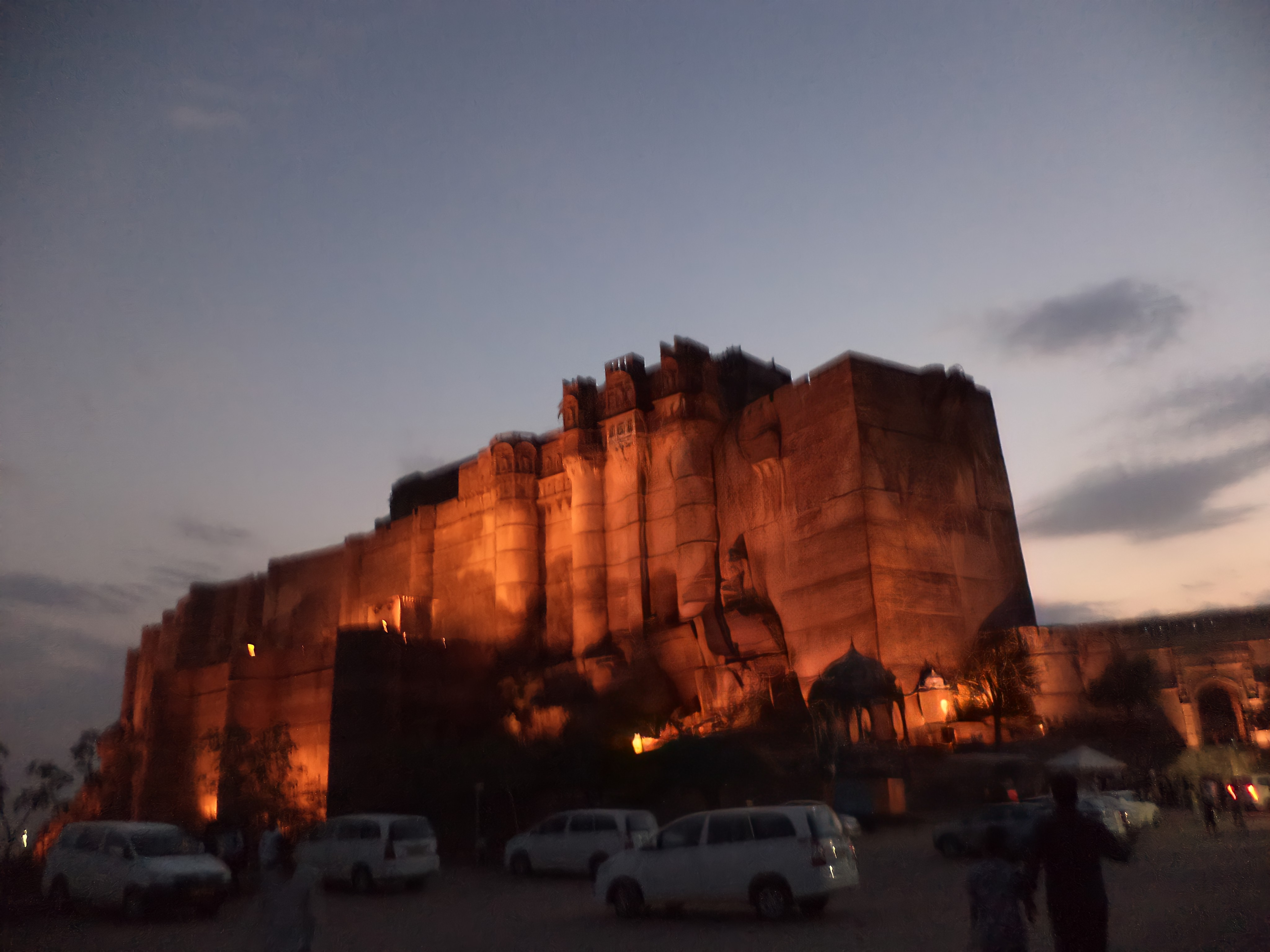
منظر ليلي لحصن ميهرانغاره

يوجد في الحصن موسيقيون يؤدون الموسيقى الشعبية عند المدخل ويضم متحفًا ومطاعم ومعارض وأسواقًا للحرف اليدوية. كان الحصن أحد مواقع تصوير فيلم الحركة الحية كتاب الأدغال من إنتاج شركة والت ديزني عام 1994، بالإضافة إلى فيلم نهوض فارس الظلام لعام 2012. بدأ التصوير الرئيسي للفيلم في 6 مايو 2011. كما تم تصوير فيلم أوارابان من بطولة عمران هاشمي هنا. تم استخدام الحصن في عام 2015 لتسجيل ألبوم تعاوني لموسيقيين، وهم: الملحن الإسرائيلي شاي بن تزور، الملحن الإنجليزي وعازف الڨيتارة في فرقة راديوهيد جوني غرينوود ومنتج راديوهيد نايجل غودريتش. كان التسجيل موضوع فيلم وثائقي بعنوان «جنون» للمخرج الأمريكي بول توماس أندرسون. استخدم طاقم فيلم سفاحي الهند البوليودي الحصن في مارس 2018 كأحد مواقع تصوير الفيلم. كتب الممثل أميتاب باتشان تدوينة عاكسة عن تجربته هناك على مدونته الرسمية.